# ماسوفيل (كيبك)
ماسوفيل (بالإنجليزية: Massueville, Quebec)‏ هي بلدية محلية في كيبيك تقع في كندا في Pierre-De Saurel Regional County Municipality. يقدر عدد سكانها بـ 516 نسمة ومساحتها 1.30 كم2 .